# Christian Michelsen (politikus)
Peter Christian Hersleb Kjerschow Michelsen (Bergen, 1857. március 15. – London, 1925. június 29.) norvég hajózási mágnás és államférfi. Norvégia miniszterelnöke volt 1905 és 1907 között. Michelsennek központi szerepe volt Norvégia és Svédország perszonáluniójának 1905-ben történt felbomlásában, emellett egyike volt kora legbefolyásosabb norvég politikusainak.

## Élete
A norvégiai Bergenben született, nevét nagyapjáról, Peder Christian Hersleb Kjerschow püspökről kapta.
Christian Michelsen ügyvéd és hajótulajdonos volt, 1891-ben lett tagja a norvég parlamentnek a Norvég Liberális Párt színeiben. Távol tartotta magát a kicsinyes pártharcoktól, de segített létrehozni a koalíciót a Norvég Konzervatív Párttal, és így jött létre a Koalíciós Párt. Tagja lett a Francis Hagerup vezette második kabinetnek, és egyik legfőbb támogatója lett a Svéd-Norvég Unióval való szembenállásnak. 1905 márciusában Michelsen váltotta Hagerupot a miniszterelnöki székben, és azonnal lépéseket tett az unió felbontásának érdekében.
Az unió felbontásának alapját az adta, hogy II. Oszkár svéd király visszautasította a norvég konzuli törvényeket. A svéd kormányzat hosszú éveken keresztül ragaszkodott ahhoz, hogy ne lehessen a norvégoknak a Svéd Parlament tudta nélkül külföldre képviseletet küldeniük. A svédek beleegyeztek volna, hogy Norvégia is nyisson önálló külképviseleteket, de azt szerették volna, hogyha cserébe Norvégia elfogadja, hogy az unió külügyminiszterét Svédország adja. Ezt a norvégok úgy értelmezték, hogy a svédek föléjük akarnak kerekedni a unió keretein belül. Így ezt a megállapodást nem voltak hajlandóak elfogadni.
II. Oszkár tehát nem írta alá törvényt 1905. május 27-én, erre válaszul a teljes norvég kabinet lemondott. A király nem tett semmit, félve az unió küszöbön álló felbomlásától, a svéd politikusok pedig ezt a norvégok visszavonulásának hitték. Június 7-én aztán a norvég parlament deklarálta, hogy mivel a (svéd) király nem képes kormányt állítani, ezért elvesztette képességét az uralkodásra, és ettől kezdve nem tekinthető Norvégia királyának. Ez a stratégiai húzás adta meg a jogi alapot a perszonálunió felmondására, és ennek a stratégiának a kialakítása Christian Michelsen érdeme. Rendkívül fontos volt, hogy mindvégig az 1814-es norvég alkotmány alapjain maradtak.
Úgy hitte, hogy a norvég emberek, miután megkapták a szükséges információkat a sajtóból, egyesülni fognak a demokráciáért. Azonban csalódnia kellett: a norvég szavazók 74 százaléka a monarchiát támogatta. Michelsen, noha hitt a norvég demokráciában, elfogadta a demokratikus monarchiát, mint a norvégok többségének akaratát. Így a dán Károly herceget választották meg, VII. Haakon norvég király néven Norvégia királyának, aki a szavazáson a szavazatok 79%-át szerezte meg.

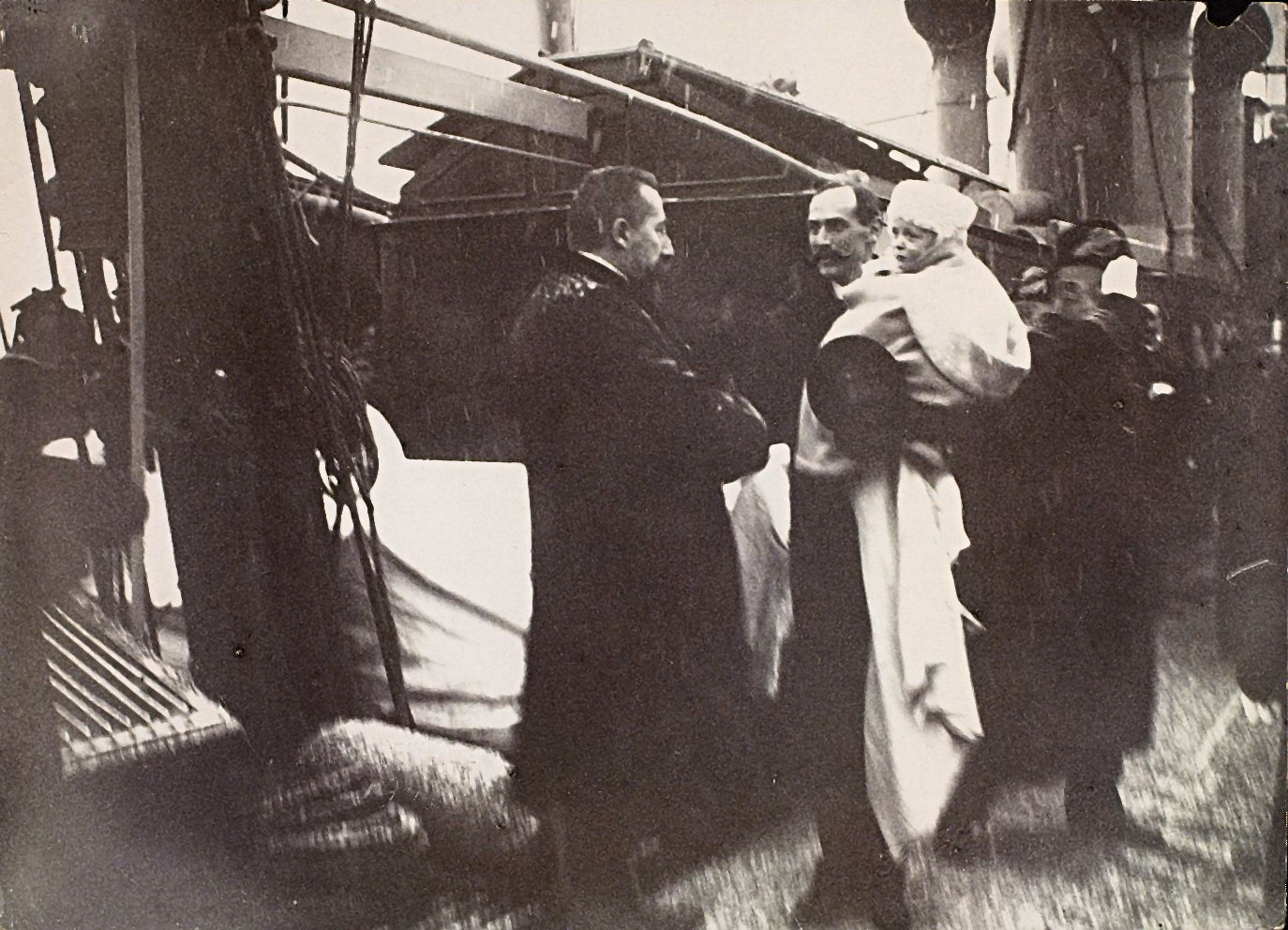
Michelsen üdvözli VII. Haakon norvég királyt és Olaf hercegt, amikor 1905-ben Norvégiába érkeznek

Az 1906-os választáson párton kívüliként került be a norvég parlamentbe, ahol a liberálisok hamarosan kiközösítették. 1907-ben lemondott, mert belefáradt a politikai vezetők kicsinyes civakodásaiba, és kénytelen volt belátni, hogy politikai nézeteit nem fogadják el. Jørgen Løvland folytatta Michelsen munkátját, de nem volt elég ereje a koalíció fenntartására, így az 1908-ban felbomlott. Michelsen sohasem tért vissza a politikai életbe. Helyette tehetségét inkább egy olyan szervezet létrehozásának szentelte, ami a tudományos és intellektuális szabadságot tűzte zászlajára. A szervezet később felvette Chr. Michelsen Institute nevet.
A pártpolitikától való irtózását egy mondatban foglalta össze: „A pártkongresszus az a hely, ahol számos felelőtlen politikus találkozik azért, hogy ragut készítsenek a választópolgáraik ételéből.”

## Díjak
Elnyerte a Szent Olaf Norvég Királyi Rend nagykeresztjét 1905-ben, majd 1907-ben a láncot is.
Később megalakult a nevével fémjelzett Chr. Michelsen Institute (CMI) intézet , ami független központként vizsgálja a nemzetközi fejleményeket és politikát. A CMI-t Bergenben alapították 1930-ban, elméleti és gyakorlati kutatásokat is végez négy tematikus csoport szerint: Emberi Jogok; Demokrácia és fejlődés; Béke, konfliktusok és államok; Szegénység visszaszorítása és a közigazgatás reformja .